# Ligne de Chemazé à Craon
La ligne de Chemazé à Craon était une ligne de chemin de fer française à voie unique et à écartement standard. Elle constituant le premier raccordement de la ville de Craon au réseau ferré, 10 ans avant la ligne de Laval à Pouancé.
Sur le réseau national elle porte le numéro 461 000.

## Chronologie

### Déclaration d'utilité publique
- 6 juillet 1875[1]

### Ouverture
- 6 novembre 1878[2]

### Dates de fermeture
- Fermeture au service voyageurs : 22 mai 1932[1] ou 1936[3].
- Fermeture au service marchandises : 1941[4] ou 1942[1].

## Histoire
La ligne est déclarée d'utilité publique par une loi le 6 juillet 1875. Cette même loi confie la construction de la ligne à la Compagnie des chemins de fer de l'Ouest. La ligne est concédée à la Compagnie des chemins de fer de l'Ouest par une convention signée entre le ministre des Travaux publics et la compagnie le 31 décembre 1875. La convention est approuvée à la même date par une loi.
La ligne (PK 299,300 à 312,359) est déclassée par décret le 12 novembre 1954.